# Municipio de Perry (condado de Delaware)
El municipio de Perry (en inglés: Perry Township) es un municipio ubicado en el condado de Delaware en el estado estadounidense de Indiana. En el año 2010 tenía una población de 1511 habitantes y una densidad poblacional de 19,34 personas por km².

## Geografía
El municipio de Perry se encuentra ubicado en las coordenadas 40°6′48″N 85°15′45″O / 40.11333, -85.26250. Según la Oficina del Censo de los Estados Unidos, el municipio tiene una superficie total de 78.12 km², de la cual 73,16 km² corresponden a tierra firme y (6,35 %) 4,96 km² es agua.

## Demografía
Según el censo de 2010, había 1511 personas residiendo en el municipio de Perry. La densidad de población era de 19,34 hab./km². De los 1511 habitantes, el municipio de Perry estaba compuesto por el 98,68 % blancos, el 0,2 % eran afroamericanos, el 0,2 % eran asiáticos, el 0,13 % eran de otras razas y el 0,79 % eran de una mezcla de razas. Del total de la población el 0,86 % eran hispanos o latinos de cualquier raza.